# Henk Janssen
Pour les articles homonymes, voir Janssen.
Henk Janssen (Arnhem, 17 juin 1890 - Arnhem, 28 août 1969) fut un ancien tireur à la corde hollandais. Il a participé aux Jeux olympiques de 1920 et remporta la médaille d'argent avec l'équipe hollandaise.